# Nenad Starovlah
Nenad Starovlah (* 29. července 1955, Sarajevo) je bývalý jugoslávský fotbalový obránce bosenského původu a později trenér. Celou svou fotbalovou kariéru strávil v klubu FK Željezničar Sarajevo, který poté vedl i jako kouč. Dále trénoval kluby a reprezentace v Jugoslávii, Bosně a Hercegovině, Srbsku, Řecku, Černé Hoře a na Kypru. Rovněž má kyperské občanství.

## Klubová kariéra
V klubu FK Željezničar Sarajevo začal hrát ve svých 13 letech a v sedmadvaceti zde ukončil kariéru.

## Reprezentační kariéra
Za A-mužstvo jugoslávské reprezentace debutoval 1. 4. 1979 v kvalifikačním zápase v Nikósii proti domácímu týmu Kypru (výhra 3:0).
Celkem odehrál v letech 1979–1980 dva zápasy.